# Willem van Hanegem
Willem van Hanegem (Breskens, 20 februari 1944) is een Nederlands voormalig voetballer en voetbaltrainer. Hij won met Feyenoord (toenmalige spelling Feijenoord) in 1970 de wereldbeker voor clubteams en de Europacup I. Vier jaar later won hij met de club uit Rotterdam de UEFA Cup. Zijn bijnaam is De Kromme. Van Hanegems laatste functie in de voetballerij was die van hoofdtrainer bij FC Utrecht. Hij werd daar op 23 december 2008 ontslagen. Hij was eerder onder meer trainer van Feyenoord, AZ, Sparta en assistent-bondscoach. Tegenwoordig is hij columnist voor het Algemeen Dagblad en analyticus bij Ziggo Sport.

## Jeugd
Van Hanegem werd op 20 februari 1944 geboren in Breskens. Hij is de zoon van de garnalenvisser Lo van Hanegem (1905-1944) en Anna van Grol. Moeder Anna is geboren in Rochester (Verenigde Staten) in een familie van Nederlandse emigranten, die terug zouden willen keren naar Zeeuws-Vlaanderen. Tijdens een geallieerd bombardement op Breskens op 11 september 1944 kwamen vader Lo, broer Izaäk en zijn zuster om het leven.

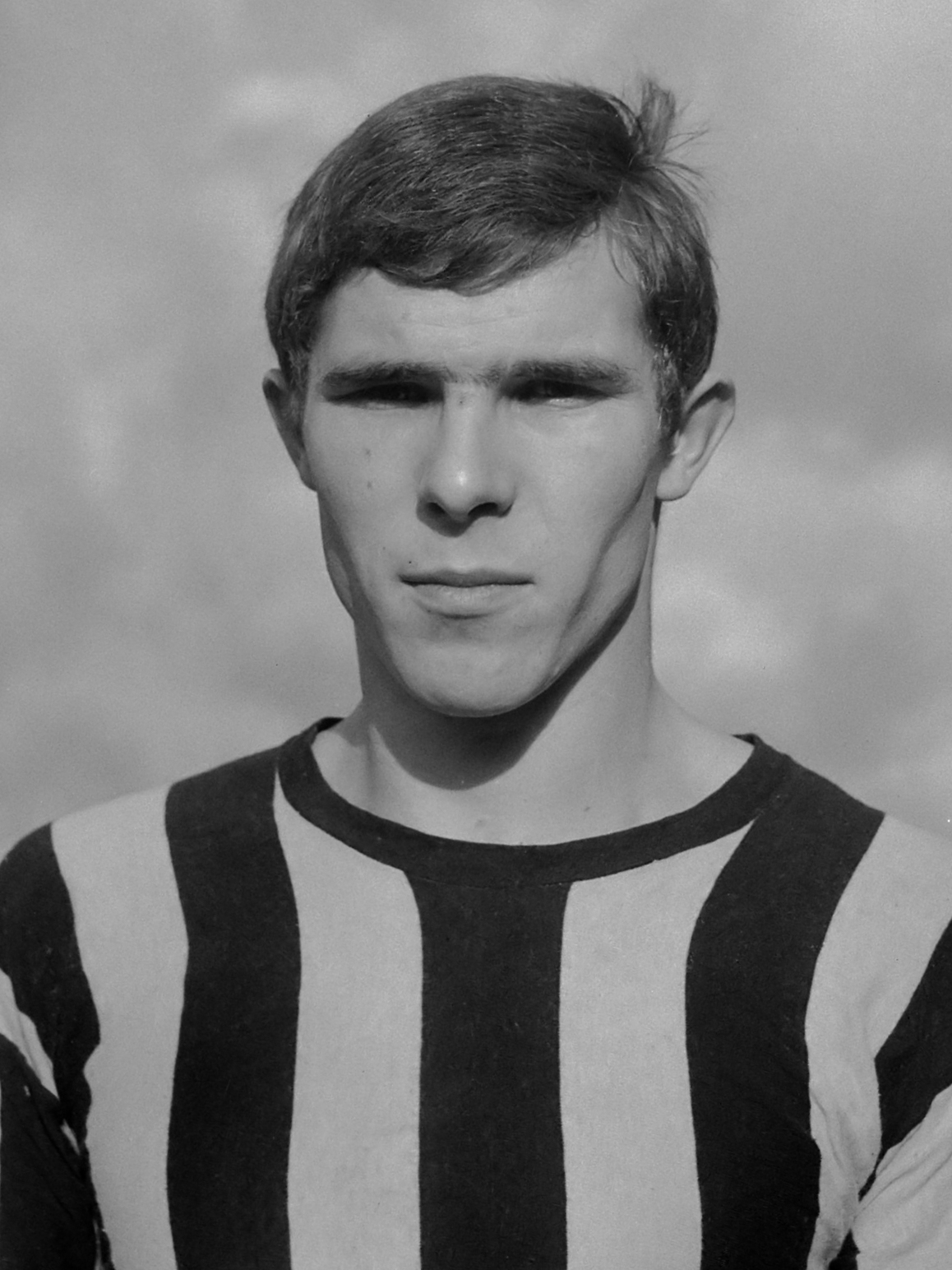
Willem van Hanegem (1964)

In het voorjaar van 1946 vertrok zijn moeder met haar kinderen naar Utrecht, waar Willem opgroeide. Als jonge straatvoetballer bleek hij te beschikken over een sterk linkerbeen. Tijdens een training van Velox stond hij langs de lijn en iedere bal die naast het doel verdween, schoot hij zo secuur terug dat trainer Daan van Beek hem vroeg bij de club te komen spelen. Een half jaar later speelde hij in het eerste van de club.

## Voetballer
Van Hanegem deed vooral van zich spreken toen hij in 1968 bij Feijenoord terechtkwam en een van de grote vedetten in de geschiedenis van de club werd. Zijn tactisch inzicht, zijn passing en zijn  wedstrijdmentaliteit werden geroemd. De eerste jaren van zijn carrière werd hij meestal "Wim Hanegem" genoemd. Die fout komt zelfs voor in het programmablad van zijn eerste interland, in 1968 tegen Schotland. Pas na drie interlands was zijn correcte naam tot de KNVB doorgedrongen.
Het grootste succes haalde hij in 1970, toen hij een belangrijk aandeel had in de winst van de Europacup I. Met Feyenoord werd hij driemaal kampioen van Nederland en won de wereldbeker in 1970 tegen Estudiantes uit Argentinië. In 1974 won Feyenoord de UEFA Cup door in de finale het Engelse Tottenham Hotspur te verslaan.
Met het Nederlands elftal haalde hij een tweede plaats op het WK van 1974. Tijdens het EK van 1976 bereikte Nederland de halve finale. Tijdens de wedstrijd tegen Tsjechoslowakije weigerde Van Hanegem naar de scheidsrechter, die hem bij zich riep, toe te lopen, met als reden een vergrijp op Johan Cruijff, waarna doorgevoetbald werd en gescoord. Van Hanegem werd aanvankelijk geselecteerd voor het WK van 1978. Toen Hugo Hovenkamp zich met een knieblessure afmeldde, besloot ook Van Hanegem niet naar Argentinië te gaan.
Na drie jaar bij AZ'67 en een jaar in Chicago speelde hij nog twee seizoenen bij FC Utrecht, waarna hij zijn loopbaan afsloot bij Feyenoord. In zijn afscheidswedstrijd (Feyenoord tegen het WK-elftal van 1974, waarin hij voor Oranje speelde), kreeg hij een symbolische rode kaart van scheidsrechter Charles Corver, waarna hij op de schouders van de spelers van het veld gedragen werd.

### Prestaties
Van Hanegem speelde 48 Europacup-wedstrijden (20 doelpunten) en 52 interlands (6 doelpunten). Hij was tijdens twee interlands de aanvoerder van het Nederlands elftal.

## Carrièrestatistieken
| Seizoen         | Club            | Land             | Competitie      | Competitie | Competitie | Beker | Beker | Internationaal | Internationaal | Overig | Overig | Totaal | Totaal |
| Seizoen         | Club            | Land             | Competitie      | Wed.       | Dlp.       | Wed.  | Dlp.  | Wed.           | Dlp.           | Wed.   | Dlp.   | Wed.   | Dlp.   |
| --------------- | --------------- | ---------------- | --------------- | ---------- | ---------- | ----- | ----- | -------------- | -------------- | ------ | ------ | ------ | ------ |
| 1962/63         | Velox           | Nederland        | Eerste divisie  | 24         | 7          | 1     | 0     | 0              | 0              | 0      | 0      | 25     | 7      |
| 1963/64         | Velox           | Nederland        | Eerste divisie  | 29         | 13         | 3     | 2     | 0              | 0              | 0      | 0      | 32     | 15     |
| 1964/65         | Velox           | Nederland        | Eerste divisie  | 30         | 11         | 3     | 1     | 0              | 0              | 0      | 0      | 33     | 12     |
| 1965/66         | Velox           | Nederland        | Eerste divisie  | 26         | 8          | 2     | 0     | 0              | 0              | 0      | 0      | 28     | 8      |
| 1966/67         | Xerxes          | Nederland        | Eredivisie      | 34         | 6          | 2     | 0     | 0              | 0              | 0      | 0      | 36     | 6      |
| 1967/68         | Xerxes/DHC'66   | Nederland        | Eredivisie      | 34         | 26         | 3     | 0     | 0              | 0              | 0      | 0      | 37     | 26     |
| 1968/69         | Feyenoord       | Nederland        | Eredivisie      | 32         | 14         | 5     | 3     | 6              | 2              | 0      | 0      | 43     | 19     |
| 1969/70         | Feyenoord       | Nederland        | Eredivisie      | 32         | 6          | 1     | 0     | 8              | 4              | 0      | 0      | 41     | 10     |
| 1970/71         | Feyenoord       | Nederland        | Eredivisie      | 34         | 12         | 4     | 1     | 4              | 1              | 0      | 0      | 42     | 14     |
| 1971/72         | Feyenoord       | Nederland        | Eredivisie      | 30         | 6          | 1     | 1     | 6              | 4              | 0      | 0      | 37     | 11     |
| 1972/73         | Feyenoord       | Nederland        | Eredivisie      | 30         | 10         | 2     | 1     | 4              | 4              | 0      | 0      | 36     | 15     |
| 1973/74         | Feyenoord       | Nederland        | Eredivisie      | 31         | 12         | 3     | 0     | 10             | 4              | 0      | 0      | 44     | 16     |
| 1974/75         | Feyenoord       | Nederland        | Eredivisie      | 27         | 11         | 1     | 0     | 3              | 2              | 0      | 0      | 31     | 13     |
| 1975/76         | Feyenoord       | Nederland        | Eredivisie      | 31         | 5          | 2     | 1     | 1              | 0              | 0      | 0      | 34     | 6      |
| 1976/77         | AZ '67          | Nederland        | Eredivisie      | 30         | 6          | 4     | 1     | 0              | 0              | 0      | 0      | 34     | 7      |
| 1977/78         | AZ '67          | Nederland        | Eredivisie      | 30         | 1          | 4     | 0     | 3              | 2              | 0      | 0      | 37     | 3      |
| 1978/79         | AZ '67          | Nederland        | Eredivisie      | 15         | 3          | 2     | 0     | 2              | 0              | 0      | 0      | 19     | 3      |
| 1979            | Chicago Sting   | Verenigde Staten | NASL            | 30         | 6          | 0     | 0     | 0              | 0              | 0      | 0      | 30     | 6      |
| 1979/80         | FC Utrecht      | Nederland        | Eredivisie      | 27         | 1          | 2     | 0     | 0              | 0              | 0      | 0      | 29     | 1      |
| 1980/81         | FC Utrecht      | Nederland        | Eredivisie      | 27         | 2          | 2     | 0     | 2              | 0              | 0      | 0      | 31     | 2      |
| 1981/82         | Feyenoord       | Nederland        | Eredivisie      | 24         | 1          | 1     | 0     | 6              | 0              | 0      | 0      | 31     | 1      |
| 1982/83         | Feyenoord       | Nederland        | Eredivisie      | 27         | 1          | 2     | 0     | 0              | 0              | 0      | 0      | 29     | 1      |
| Carrière totaal | Carrière totaal | Carrière totaal  | Carrière totaal | 634        | 166        | 50    | 11    | 55             | 23             | 0      | 0      | 739    | 200    |

## Trainer/coach

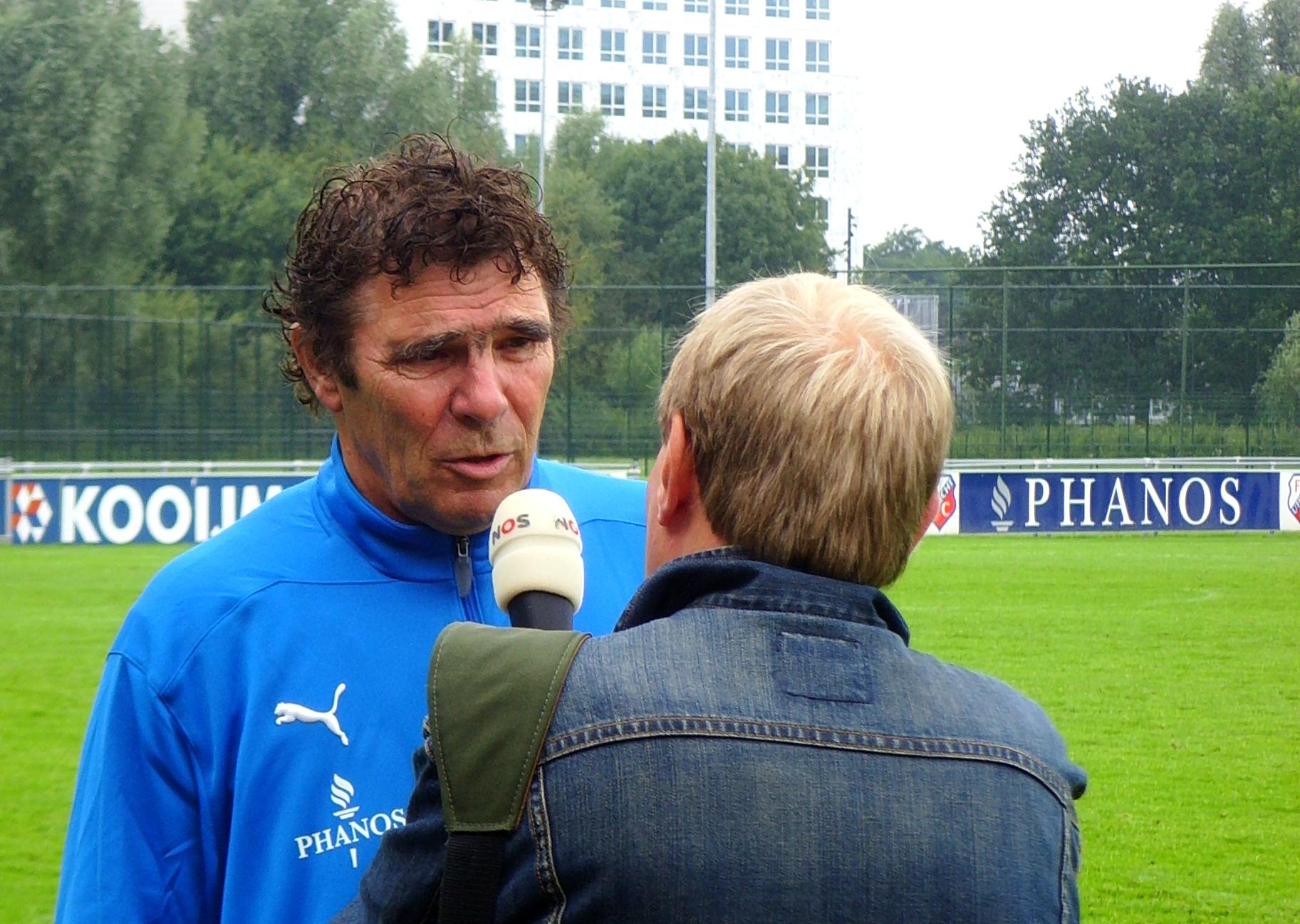
Van Hanegem in gesprek met een journalist van de NOS

Als trainer haalde Van Hanegem zijn eerste grote succes in 1993, toen hij met Feyenoord de landstitel behaalde. In 1994 en 1995 werd de KNVB beker gewonnen, in oktober 1995 moest hij na een nederlaag tegen PSV vertrekken, omdat men hem "te soft" voor zijn spelers vond.
Als assistent van bondscoach Dick Advocaat maakte hij het EK van 2004 mee. In de wedstrijd tegen Tsjechië wisselde Advocaat uitblinker Arjen Robben bij een 2–0 voorsprong, waarna de wedstrijd verloren ging met 3–2. Dit kwam Advocaat op zoveel kritiek te staan dat hij twee dagen later de persconferentie aan zijn assistent overliet. Gevraagd wat hij zou doen als Advocaat in een vergelijkbare situatie opnieuw zo zou wisselen antwoordde Van Hanegem: "Dan sla ik 'm neer."
Vanaf de zomer van 2007 was Van Hanegem actief als hoofdtrainer van FC Utrecht. Hij werd, na een dispuut met de eigenaar van de club, ontslagen op 23 december 2008.
Op 6 mei 2019 werd van Hanegem aangesteld als adviseur van FC Den Bosch, dat destijds streed in de play-offs om promotie af te dwingen naar de Eredivisie.

### Clubs
- Feyenoord (1983–1986 als assistent; 1992–1995)
- FC Utrecht (assistent; 1986–1989)
- FC Wageningen (assistent; 1990–1991)
- Holland (amateurs; 1991–1992)
- Al Hilal (Saoedi-Arabië; 1995–1996)
- AZ'67 (1997–1999)
- Sparta (2001)
- Nederlands elftal (assistent, 2002–2004)
- FC Utrecht (2007–2008)

## Erelijst

### Als speler
| Competitie                 |           |                           |           |           |
| Competitie                 | Aantal    | Jaren                     |           |           |
| Feyenoord                  | Feyenoord | Feyenoord                 | Feyenoord | Feyenoord |
| -------------------------- | --------- | ------------------------- | --------- | --------- |
| Intercontinental Cup       | 1×        | 1970                      |           |           |
| Europacup I                | 1×        | 1969/70                   |           |           |
| UEFA Cup                   | 1×        | 1973/74                   |           |           |
| Poulewinnaar Intertoto Cup | 2×        | 1968, 1973                |           |           |
| Eredivisie                 | 3×        | 1968/69, 1970/71, 1973/74 |           |           |
| KNVB beker                 | 1×        | 1968/69                   |           |           |
| AZ'67                      |           |                           |           |           |
| KNVB beker                 | 1×        | 1977/78                   |           |           |

| Competitie | Winnaar   | Winnaar   | Runner-up | Runner-up | Derde     | Derde     |
| Competitie | Aantal    | Jaren     | Aantal    | Jaren     | Aantal    | Jaren     |
| Nederland  | Nederland | Nederland | Nederland | Nederland | Nederland | Nederland |
| ---------- | --------- | --------- | --------- | --------- | --------- | --------- |
| FIFA WK    |           |           | 1×        | 1974      |           |           |
| UEFA EK    |           |           |           |           | 1×        | 1976      |

### Als trainer
| Competitie     |           |                  |           |           |
| Competitie     | Aantal    | Jaren            |           |           |
| Feyenoord      | Feyenoord | Feyenoord        | Feyenoord | Feyenoord |
| -------------- | --------- | ---------------- | --------- | --------- |
| Eredivisie     | 1×        | 1992/93          |           |           |
| KNVB beker     | 2×        | 1993/94, 1994/95 |           |           |
| AZ             |           |                  |           |           |
| Eerste divisie | 1×        | 1997/98          |           |           |

## Commentator
Van Hanegem was een tijdje analist voor Canal+. In 2004 begon hij als analist bij de NOS. Ook werkte hij vanaf het seizoen 2005/2006 mee aan het programma VI en verzorgde hij analyses bij RTL7 van de live-eredivisiewedstrijden op vrijdagavond. Tegenwoordig is Van Hanegem werkzaam als columnist voor het Algemeen Dagblad en analist bij Ziggo Sport.

## Trivia
- Van Hanegem speelde een gastrol in de aflevering 'Stoffel de Schildpad' van Toen was geluk heel gewoon. Hierin speelde hij zichzelf.
- Op latere leeftijd was hij vaak te gast bij het televisieprogramma Business Class van Harry Mens.
- In september 2017 maakte de politieke partij Forum voor Democratie bekend dat Van Hanegem was toegetreden als lid nummer 16.280.[2]
- In januari 2018 werd bij Van Hanegem prostaatkanker geconstateerd, in maart werd hij genezen verklaard.
- In februari 2024 werd Van Hanegem benoemd tot Officier in de Orde van Oranje Nassau.[3]
- In februari 2024 werd de Willem van Hanegem Academy gelanceerd.
- In het najaar van 2024 was Van Hanegem als een cameo te zien in de film Dit is geen kerstfilm.

## Privé
- Willem van Hanegem trouwde in 1963 met Truus de Nijs. In 1983 scheidde hij van haar[4].
- Hij woont samen met vrouw Marianna en kinderen. Zijn zoon Willem jr. koos een andere weg om beroemd te worden, hij maakt deel uit van het dj-duo W&W. Zijn andere zoon, Gert van Hanegem, was profvoetballer en speelde een seizoen voor FC Utrecht.
- Zijn zeventigste verjaardag werd groots gevierd in voetbalstadion De Kuip.